# Motocyklowe mistrzostwa świata
Motocyklowe mistrzostwa świata (ang. Grand Prix motorcycle racing) – najbardziej prestiżowe na świecie zawodowe wyścigi motocyklowe, odpowiednik samochodowej Formuły 1, nazywane też „klasą królewską”, organizowane przez Międzynarodową Federację Motocyklową (FIM). Rozgrywane są od 1949 roku. Pierwszym wyścigiem zaliczanym do tego cyklu był wyścig o Tourist Trophy Wyspy Man. W zawodach tych uczestniczyli zawodnicy, którzy startowali na motocyklach o pojemności 250 cm³, 350 cm³ oraz 500 cm³. Ta ostatnia była najważniejszą kategorią do 2001 roku, kiedy to zastąpiona została klasą MotoGP. Pierwszym mistrzem świata w najwyższej klasie był Leslie Graham pochodzący z Wielkiej Brytanii.
Mistrzostwa obecnie składają się z 19 wyścigów tzw. Grand Prix, odbywających się na kontynentach: europejskim, amerykańskim, azjatyckim oraz w Australii. Zawodnik, który zdobędzie najwięcej punktów podczas wszystkich wyścigów, zdobywa mistrzostwo świata.
„Królewska klasa” jest poligonem do testowania najnowszych technologii z dziedziny konstrukcji motocykli i ich opon. Motocykle te mają masę od 135 do 165 kg (w zależności od liczby cylindrów), silniki benzynowe o pojemności 1000 cm³, osiągające moc do ok. 250 KM i prędkości do 350 km/h. W 2016 roku Andrea Iannone na torze w Mugello osiągnął prędkość 354,9 km/h, co było rekordem prędkości w MotoGP. Obecny rekord wynosi 366,1 km/h i pierwszy raz został uzyskany w 2023 roku na torze w Mugello przez Brada Bindera. Hałas o natężeniu 130 decybeli, jaki wytwarzają, zmusza kierowców do używania stopperów.
W sezonach 2007–2011 wszystkie motocykle w najwyższej klasie były wyposażone w silniki o pojemności zmniejszonej z 990 cm³ do 800 cm³. Powodem były zbyt wysokie prędkości osiągane na torze przez zawodników. Kolejnym była śmierć w 2003 roku japońskiego motocyklisty Daijiro Kato po wypadku na japońskim torze Suzuka.
Obecnie (zgodnie ze stanem na 2017 rok) w MotoGP uczestniczy 6 producentów: Yamaha, Honda, Ducati, Suzuki, Aprilia oraz KTM.
Od sezonu 2012 pojemność motocykli w klasie MotoGP wynosi 1000 cm³. W sezonie 2025 w sezonie MotoGP będzie rekordowa liczbą 22 wyścigów rozgrywanych w 18 krajach na pięciu kontynentach

## Historia

### Początki

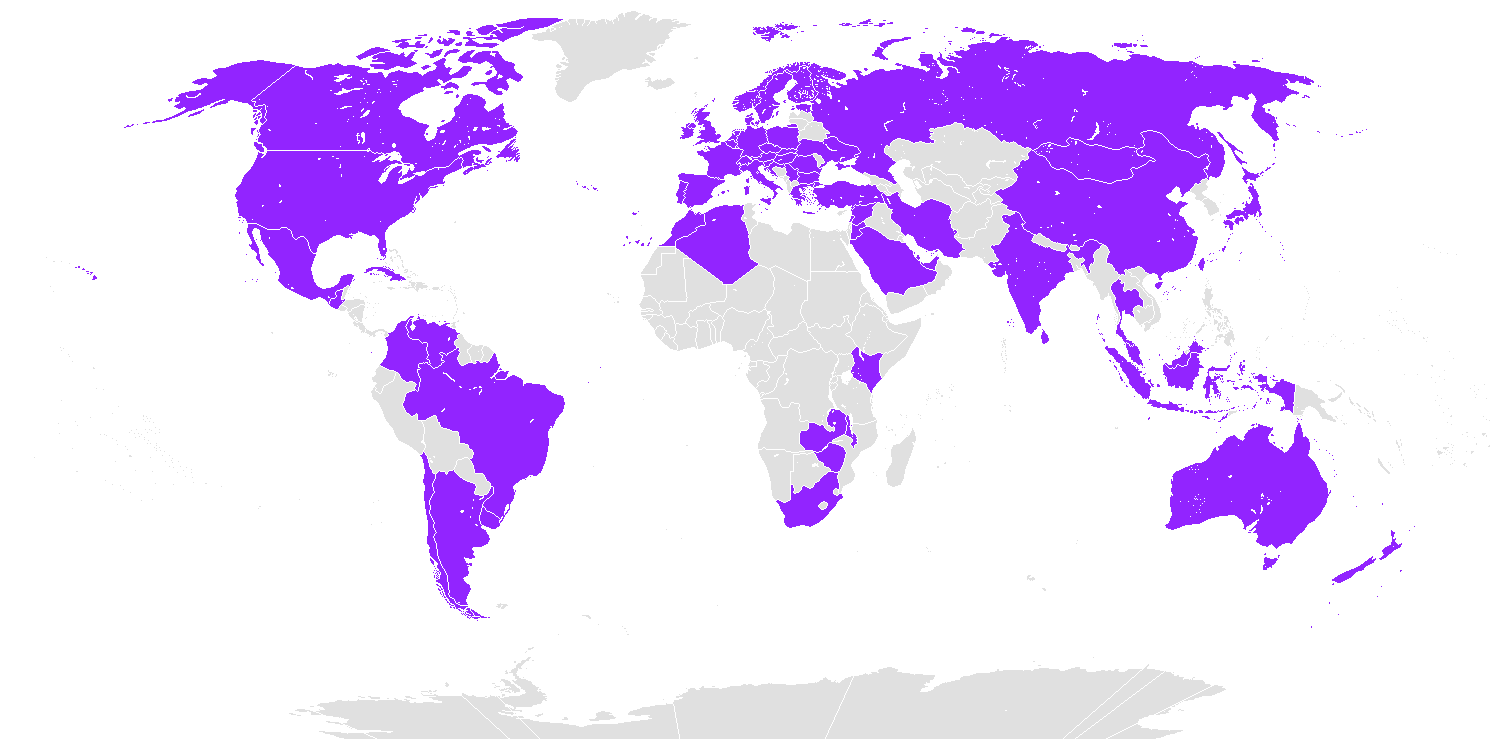
Mapa przedstawiająca państwa, z których startowali zawodnicy we wszystkich klasach motocyklowych mistrzostw świata

Pierwsze wzmianki jakie ukazały się na temat szosowych wyścigów motocyklowych przypadają na koniec XIX w. we Francji. W 1949 r. FIM stworzyła jednolite przepisy torowych wyścigów motocyklowych oraz zorganizowała motocyklowe mistrzostwa świata.
Zasady rozgrywania zawodów uległy znacznym zmianom na przestrzeni 50 lat. Już w 1946 roku podczas wyścigów motocyklowych zabroniono stosowania specjalnych paliw oraz silników z turbodoładowaniem, a w 1958 roku zabroniono stosowania owiewek „typu lotniczego”.
Podczas ostatniego półwiecza motocykle tak ewoluowały, iż zmusiło to FIM do znaczących zmian w regulaminie. Dotyczy to głównie zastosowania nowych materiałów konstrukcyjnych zmniejszających masę pojazdów oraz elementów poprawiających jego dynamikę. Przez długi czas ramy motocykli były wykonywane z rur i elementów stalowych, ale pod koniec lat 70. XX w. dominować zaczęły konstrukcje aluminiowe. Najnowszym osiągnięciem techniki motoryzacyjnej jest coraz szersze i powszechniejsze stosowanie włókien węglowych, które z powodzeniem zastępują tradycyjne tworzywa sztuczne i metale. Stosowane są one głównie do produkcji owiewek, wsporników, błotników czy tarcz hamulcowych.
Wraz z rozwojem motocykli styl jazdy również uległ zmianie w porównaniu z tym z lat 50. i 60. Obecnie dominującym stylem jazdy jest tzw. „wysunięte biodro”. Technika ta polega na maksymalnym przesunięciu masy ciała do wewnątrz zakrętu. Jako pierwszy ten sposób jazdy zaprezentował Fin Jarno Saarinen. Dzięki znaczącemu postępowi w konstrukcji opon i zawieszeń motocykli jazda z wysuniętym biodrem stała się powszechnym sposobem na jeszcze szybszą jazdę.

### Kalendarium

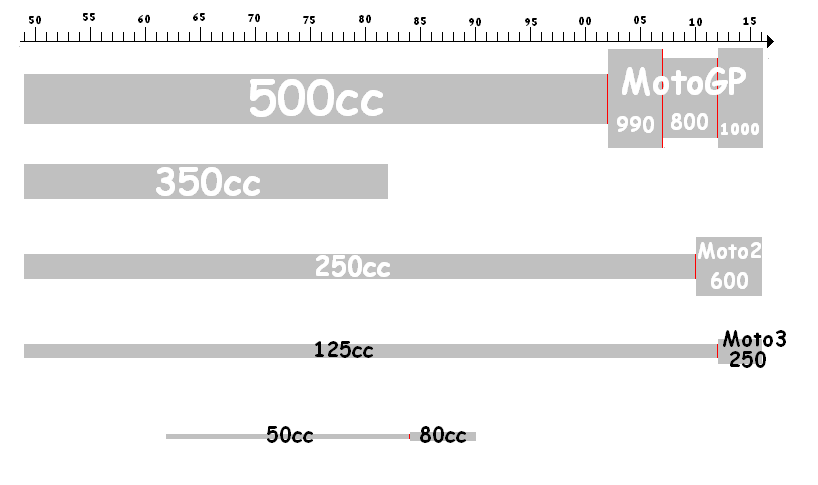
Klasy składowe MMŚ na przestrzeni lat

- 1949: Start motocyklowych mistrzostw świata.
- 1957: Gilera, Mondial i Moto Guzzi wycofują się na koniec sezonu.
- 1958: MV Agusta wygrywa klasyfikacje indywidualną i drużynową we wszystkich 4 klasach. Zabronienie stosowania owiewek „typu lotniczego”.
- 1959: MV Agusta broni wszystkich 8 mistrzostw. Honda debiutuje w TT Wyspy Man.
- 1960: MV Agusta ponownie broni wszystkich tytułów.
- 1961: Gary Hocking zostaje pierwszym mistrzem świata klasy 500 cm³ pochodzącym spoza Europy.
- 1962: Wprowadzenie klasy 50 cm³.
- 1964: John Surtees wygrywa w Formule 1 i zostaje jedynym zawodnikiem w historii, który został mistrzem świata w Formule 1 i MMŚ.
- 1966: Pierwsze mistrzostwo świata Giacomo Agostiniego Honda wygrywa wszystkie 5 klas drużynowo.
- 1967: Ostatni rok z nieograniczoną liczbą cylindrów.
- 1968–1972: Giacomo Agostini (MV Agusta) wygrywa klasę 500 cm³ i 350 cm³ cztery razy z rzędu (w latach 1968–1970 wygrywa wszystkie 54 wyścigi tych klas, w których startował).
- 1972: Śmierć Gilberto Parlottiego w TT Wyspy Man, bojkot czterech ostatnich rund przez zawodników ze względu na bezpieczeństwo.
- 1973: Śmierć Jarno Saarinena i Renzo Pasoliniego podczas GP Włoch na Monzy.
- 1975: Giacomo Agostini (Yamaha) po raz ostatni wygrywa klasę 500 cm³. Yamaha jest pierwszym teamem spoza Europy, który wygrywa mistrzostwo.
- 1976: Barry Sheene wygrywa pierwsze mistrzostwo dla Suzuki. TT Wyspy Man znika z kalendarza motocyklowych mistrzostw świata.
- 1977: Giacomo Agostini kończy karierę. GP Wielkiej Brytanii wchodzi do kalendarza zamiast TT Wyspy Man.
- 1978–1980: Kenny Roberts wygrywa klasę 500 cm³ (w 1978 roku wygrywa jako debiutant w najwyższej klasie).
- 1980: Patrick Pons i Malcolm White (pasażer Phila Love’a w klasie sidecar) giną w GP Wielkiej Brytanii.
- 1982: Yamaha jako pierwsza używa silników V4.
- 1982: Jock Taylor (pasażer Benga Johanssona w klasie sidecar) ginie w GP Finlandii, które po sezonie opuszcza kalendarz MotoGP.
- 1982: Klasa 350 cm³ opuszcza MMŚ.
- 1984: Michelin dostawcą opon, klasa 50 cm³ zmienia się w klasę 80 cm³.
- 1987: Tzw. „Push start” (startującego zawodnika pchają mechanicy) został zakazany.
- 1988: Zostaje wprowadzony hamulec tarczowy.
- 1988: Alfred Heck (pasażer Andreasa Räckego) ginie w GP Francji.
- 1989: Iván Palazzese (Aprilia) ginie w klasie 250 cm³ w GP Niemiec na Hockenheim.
- 1990: Klasa 80 cm³ opuszcza MMŚ.
- 1993: Shin’ichi Itō przekracza prędkość 320 km/h na Hockenheim.
- 1993: Nobuyuki Wakai (Suzuki) ginie w klasie 250 cm³ w GP Hiszpanii.
- 1994: Simon Prior ginie w wypadku 7 sidecarów w GP Niemiec.
- 1996: Wycofanie klasy sidecar po sezonie.

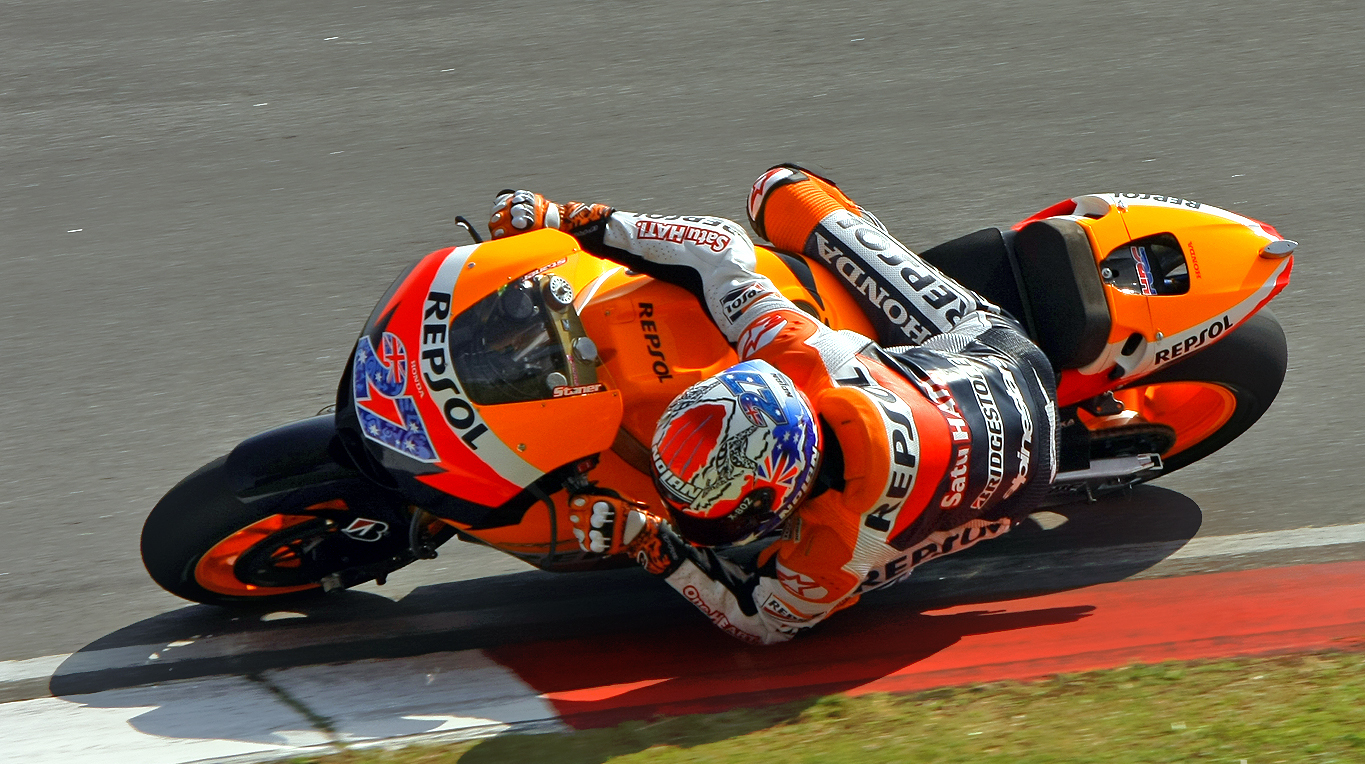
Casey Stoner

- 1998: Przejście na paliwo bezołowiowe.
- 2000: Kenny Roberts Jr. wygrywa ostatnie mistrzostwo dla Suzuki.
- 2001: Valentino Rossi wygrywa swoje pierwsze mistrzostwo w najwyższej klasie.
- 2002: MotoGP zastępuje klasę 500 cm³.
- 2003: Daijirō Katō ginie uderzając w barierę w GP Japonii w klasie MotoGP.
- 2004: Makoto Tamada wygrywa pierwszy wyścig dla opon Bridgestone (GP Brazylii).
- 2007: Casey Stoner wygrywa ostatnie mistrzostwo dla Ducati. Pojemność silnika motocykla MotoGP jest ograniczona do 800 cm³.
- 2008: Dunlop wycofuje się z MotoGP.
- 2009: Jak na razie ostatnie mistrzostwo świata wywalczone przez Valentino Rossiego. Michelin wycofuje się z MotoGP, Bridgestone zostaje jedynym dostawcą opon. Kawasaki zawiesza działalność w MotoGP. Dani Pedrosa ustanawia rekord prędkości 349,288 km/h na Mugello.
- 2010: Moto2 zastępuje klasę 250 cm³. Shoya Tomizawa ginie w GP San Marino Moto2.
- 2011: Marco Simoncelli ginie w wyścigu MotoGP w Malezji. Suzuki wycofuje się z MotoGP na koniec sezonu.
- 2012: Moto3 zastępuje klasę 125 cm³. Zwiększenie pojemności silników motocykla MotoGP do 1000 cm³.
- 2013: Marc Márquez najmłodszym mistrzem świata i zostaje pierwszym debiutantem od 1978 roku, który zdobył mistrzostwo świata w najwyższej klasie[11]. Marc Márquez zalicza wypadek przy prędkości 338 km/h (przeciążenie wynosiło ponad 25G) na torze Mugello, jest to „najszybszy” wypadek w historii MotoGP, zawodnikowi nic się nie stało[12]. Zostaje wprowadzony dwuczęściowy format kwalifikacji w klasie MotoGP.
- 2014: Likwidacja CRT na rzecz klasy Open. Nowy rekord prędkości: Andrea Iannone na torze Mugello osiągnął prędkość 349,6 km/h[13]. Do sezonu 2014 włącznie wyścigi rozgrywano na 71 torach.
- 2015: Suzuki wraca do MotoGP.
- 2016: Michelin głównym dostawcą opon klasy MotoGP, likwidacja klasy Open. Luis Salom ginie w treningu przed GP Katalonii w klasie Moto2. Stawkę opuszcza mistrz świata z 2006 roku Nicky Hayden.
- 2017: KTM startuje w klasie Moto GP.
- 2018: Karierę kończy Dani Pedrosa.
- 2019: Szósty mistrzowski tytuł Marqueza, trzecie wicemistrzostwo z rzędu Dovizioso, Jorge Lorenzo kończy wyścigową karierę. Klasa Moto2 zmienia jednostki napędowe na firmę Triumph o pojemności 750 centymetrów sześciennych.
- 2020: Joan Mir i ekipa Suzuki zdobywają tytuły mistrzowskie.
- 2021: Fabio Quartararo pierwszym francuskim mistrzem świata, Ducati mistrzem konstruktorów. Siedmiokrotny mistrz świata klasy królewskiej, Valentino Rossi, kończy wyścigową karierę.
- 2022: Francesco Bagnaia drugim w historii Ducati mistrzem świata, Aprilia zostaje w pełni fabrycznym teamem, Andrea Dovizioso zakończył karierę. Suzuki po raz drugi opuszcza klasę królewską.
- 2023: Bagnaia broni tytuł mistrzowski w klasyfikacji kierowców, natomiast Ducati w klasyfikacji konstruktorów, satelicka ekipa Ducati, Pramac Racing, wywalczyła tytuł mistrzów wśród zespołów, po raz pierwszy wprowadzono do rywalizacji wyścigi sprinterskie, Aprilia zyskała ekipę satelicką.
- 2024:Jorge Martin (Prima Pramac) po raz pierwszy w karierze został motocyklowym mistrzem świata w klasie MotoGP. Jest pierwszym w historii zawodnikiem, który wygrał, reprezentując satelicką ekipę. Korzystał jednak z fabrycznego motocykla. Pecco Bagnaia przegrał różnicą zaledwie dziesięciu punktów, mimo że wygrał aż 11. z 20. rozegranych wyścigów.

W historii wszystkich kategorii MMŚ wszystkie miejsca na podium jednego wyścigu zajmowali reprezentanci Włoch, Wielkiej Brytanii, Niemiec, Argentyny, USA, Francji, Hiszpanii i Japonii.

## Mistrzowie 500 cm³/MotoGP

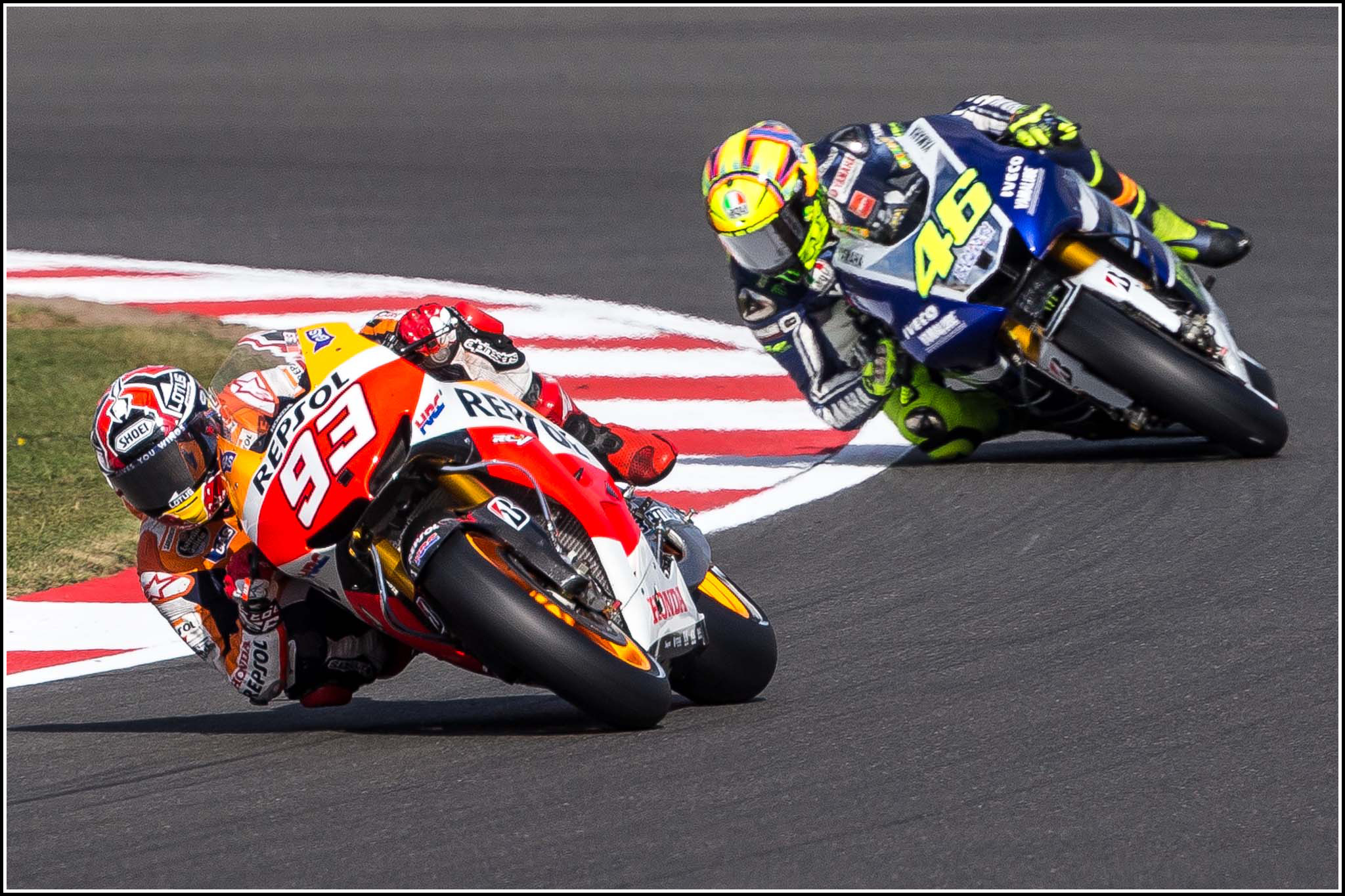
Marc Márquez i Valentino Rossi podczas GP Wielkiej Brytanii 2013

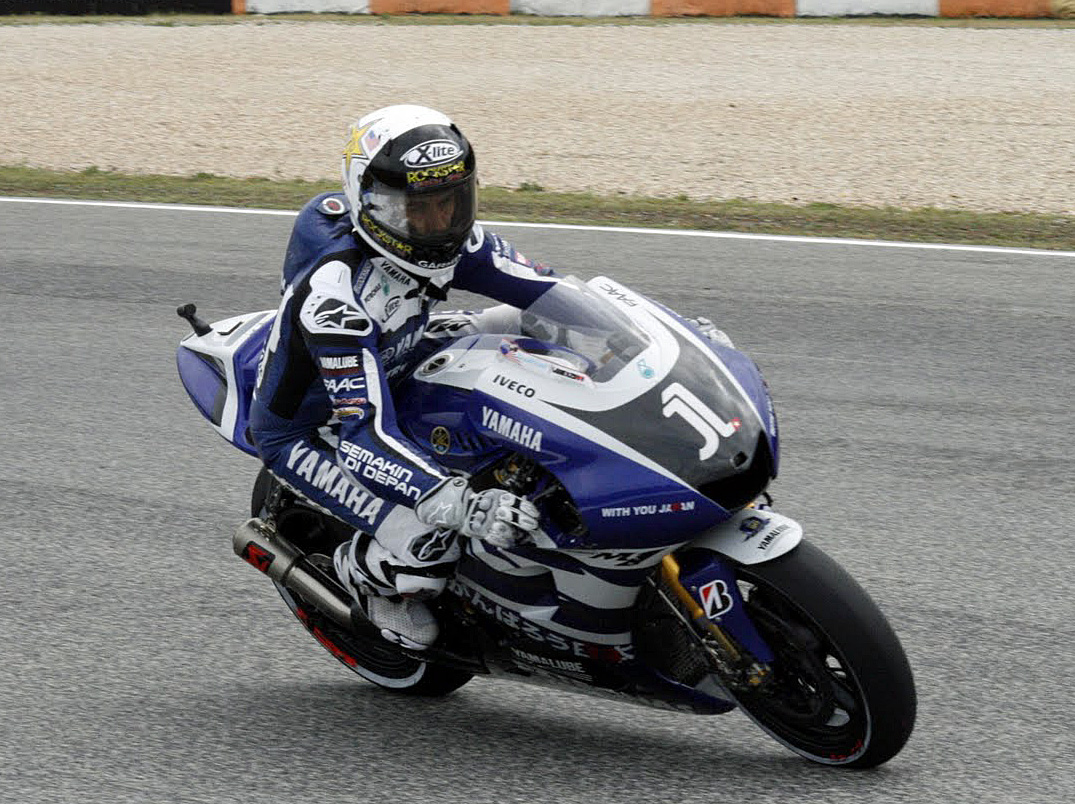
Jorge Lorenzo podczas GP Portugalii 2011

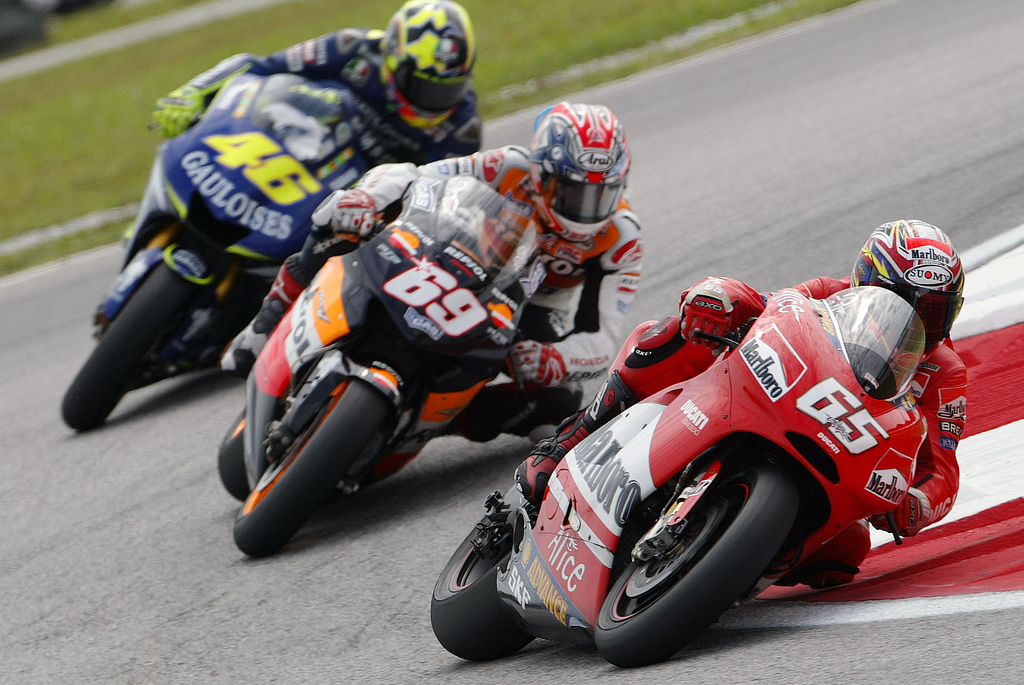
Loris Capirossi, Nicky Hayden i Valentino Rossi podczas GP Malezji 2005

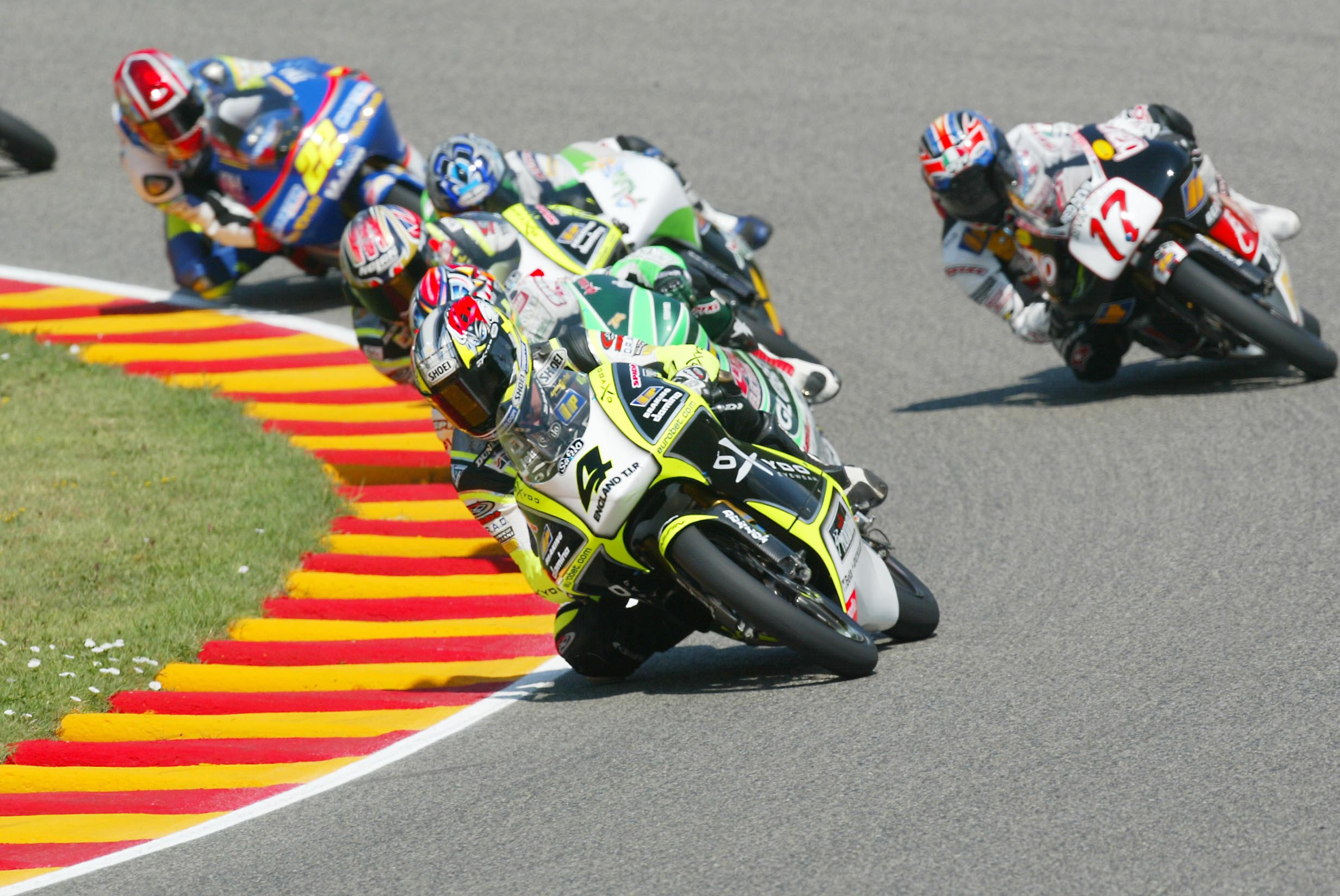
GP Włoch 2003

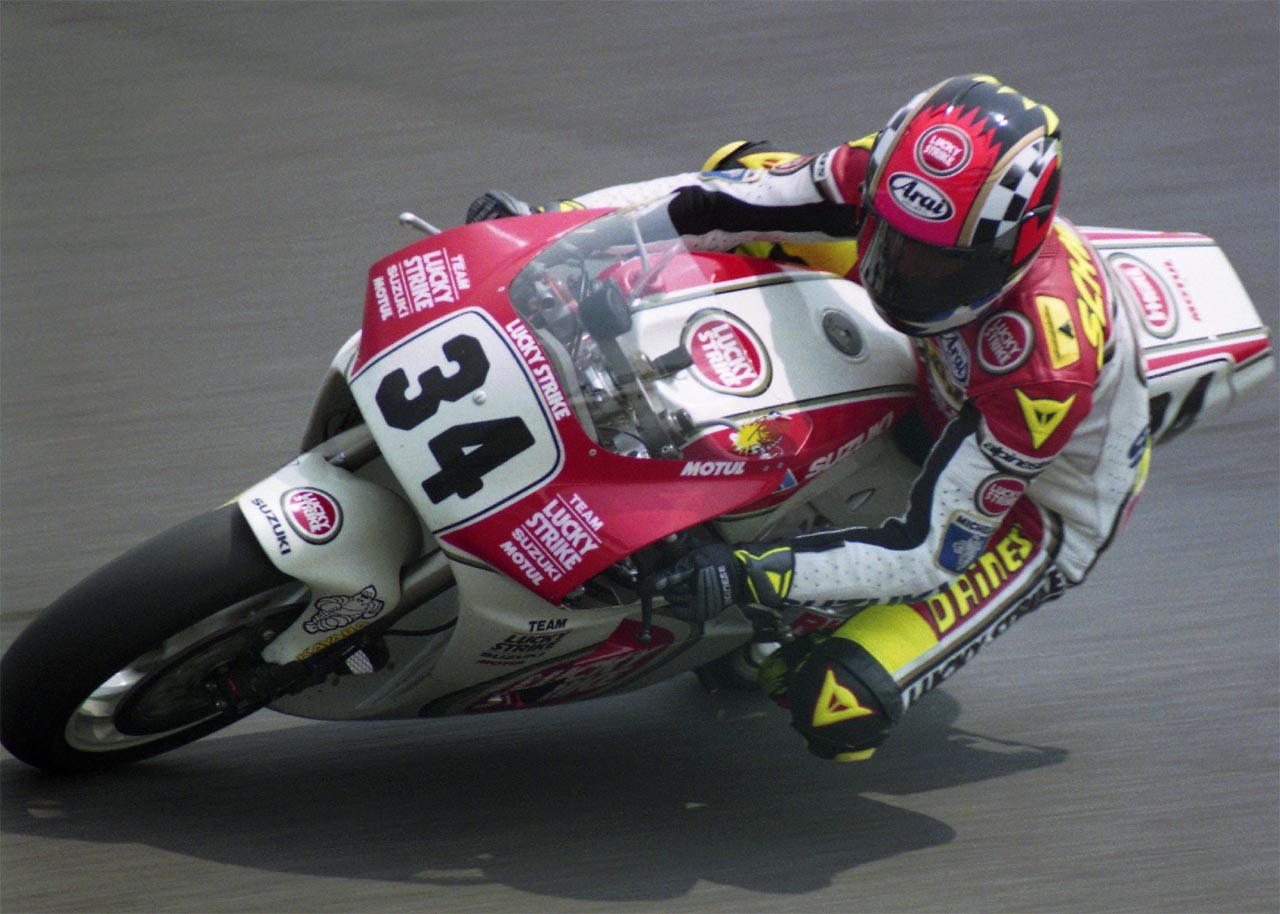
Kevin Schwantz podczas GP Japonii 1993

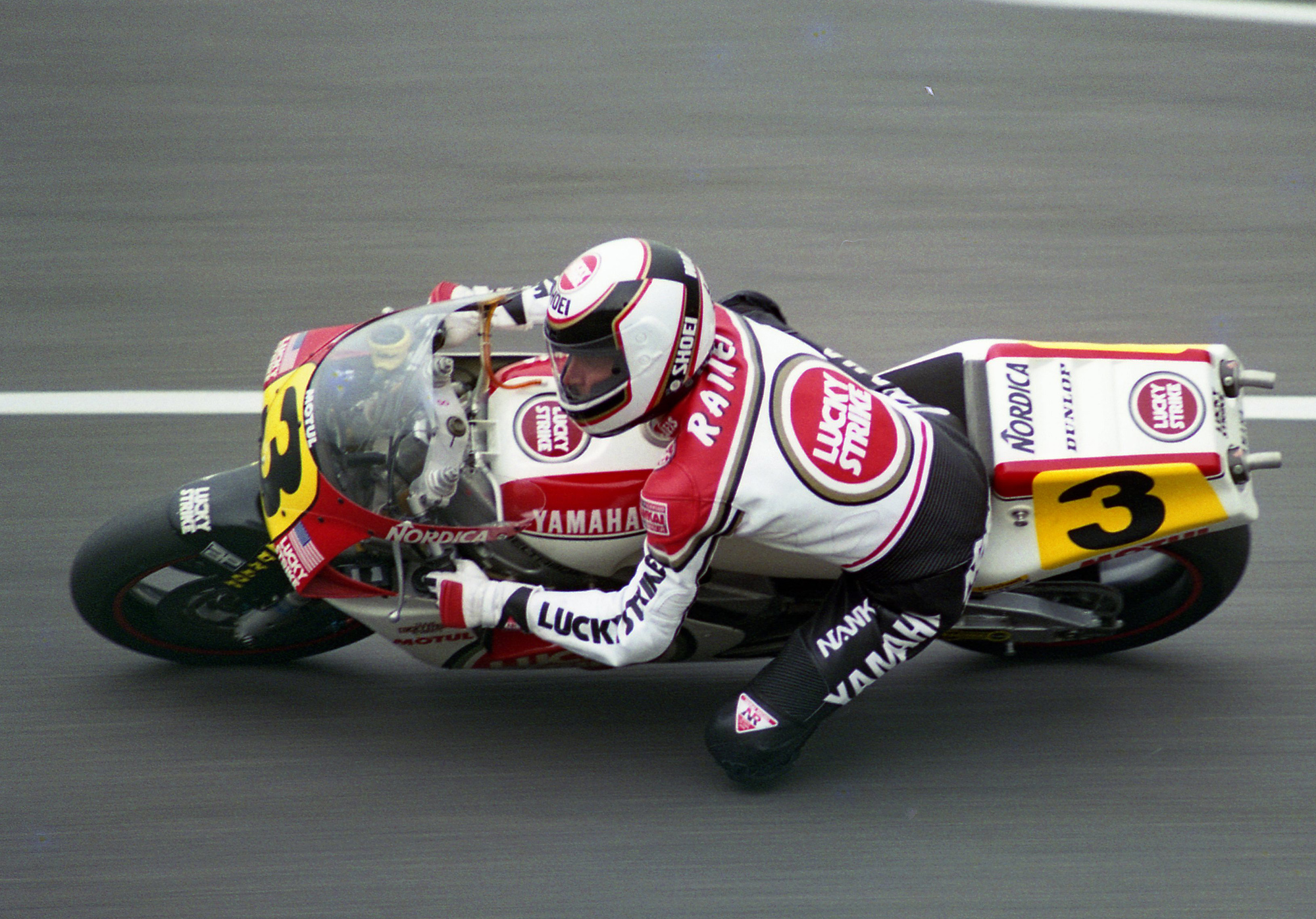
Wayne Rainey podczas GP Japonii 1989

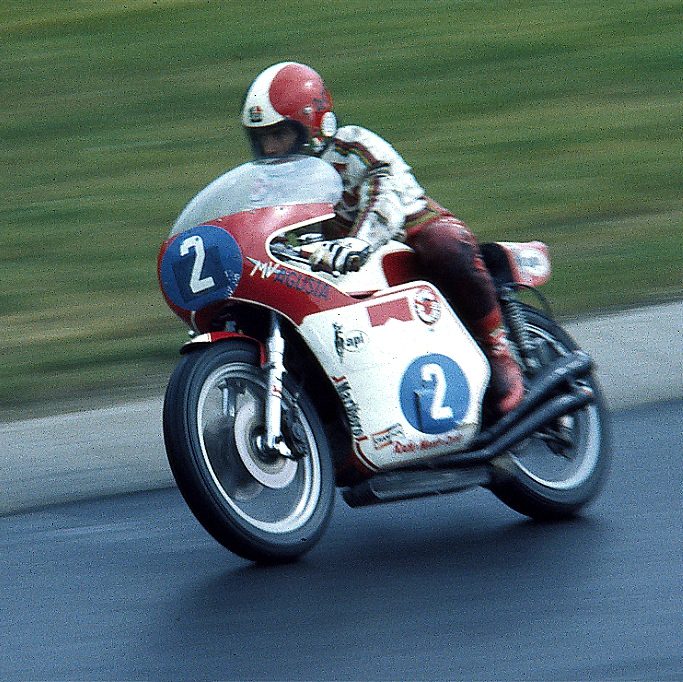
Giacomo Agostini podczas GP Niemiec 1976

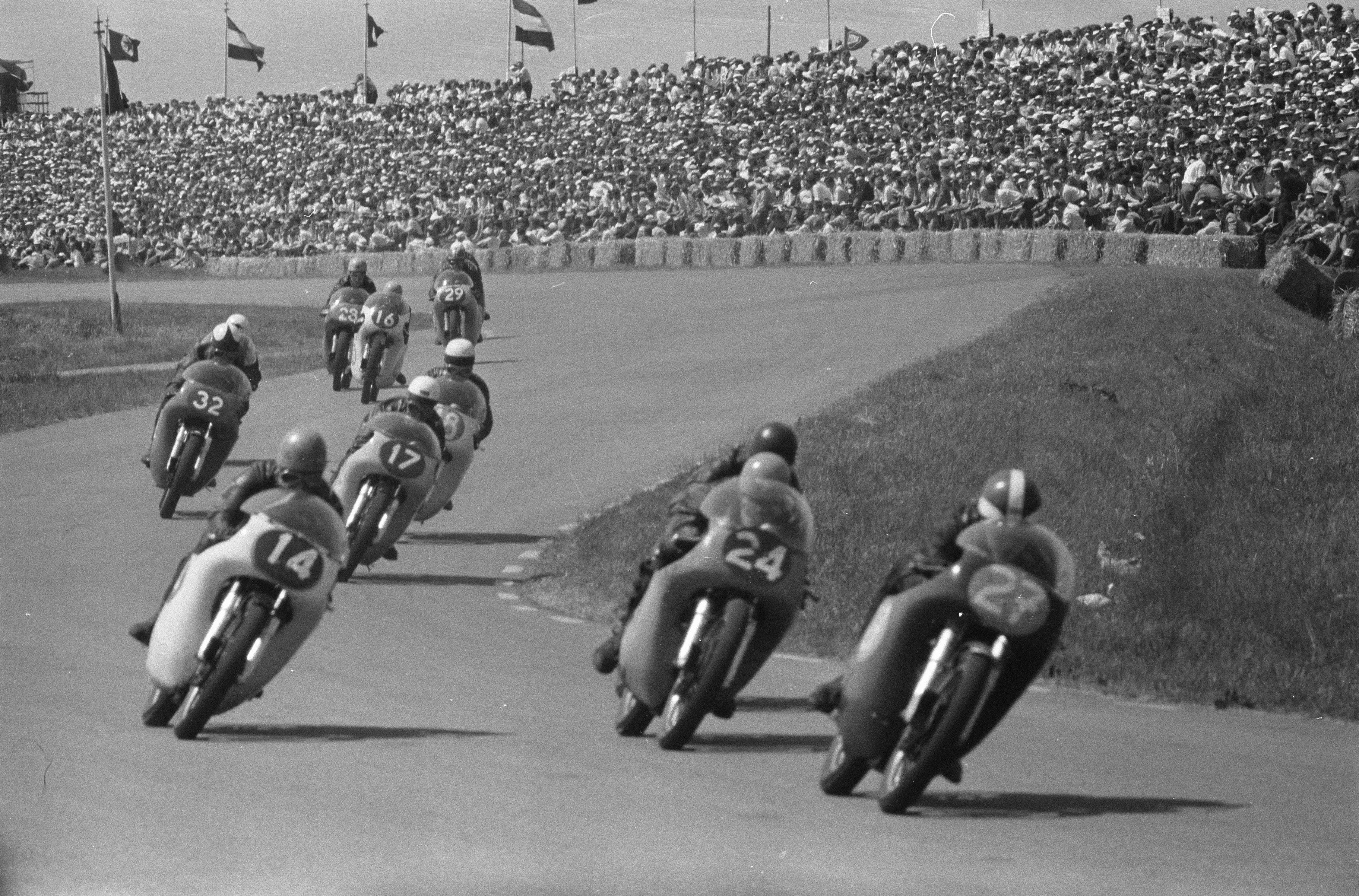
Holenderskie TT w 1960 roku

| Edycja | Rok  | Triumfator        | Kraj                      | Motocykl  |
| ------ | ---- | ----------------- | ------------------------- | --------- |
| 76     | 2024 | Jorge Martín      | Hiszpania                 | Ducati    |
| 75     | 2023 | Francesco Bagnaia | Włochy                    | Ducati    |
| 74     | 2022 | Francesco Bagnaia | Włochy                    | Ducati    |
| 73     | 2021 | Fabio Quartararo  | Francja                   | Yamaha    |
| 72     | 2020 | Joan Mir          | Hiszpania                 | Suzuki    |
| 71     | 2019 | Marc Márquez      | Hiszpania                 | Honda     |
| 70     | 2018 | Marc Márquez      | Hiszpania                 | Honda     |
| 69     | 2017 | Marc Márquez      | Hiszpania                 | Honda     |
| 68     | 2016 | Marc Márquez      | Hiszpania                 | Honda     |
| 67     | 2015 | Jorge Lorenzo     | Hiszpania                 | Yamaha    |
| 66     | 2014 | Marc Márquez      | Hiszpania                 | Honda     |
| 65     | 2013 | Marc Márquez      | Hiszpania                 | Honda     |
| 64     | 2012 | Jorge Lorenzo     | Hiszpania                 | Yamaha    |
| 63     | 2011 | Casey Stoner      | Australia                 | Honda     |
| 62     | 2010 | Jorge Lorenzo     | Hiszpania                 | Yamaha    |
| 61     | 2009 | Valentino Rossi   | Włochy                    | Yamaha    |
| 60     | 2008 | Valentino Rossi   | Włochy                    | Yamaha    |
| 59     | 2007 | Casey Stoner      | Australia                 | Ducati    |
| 58     | 2006 | Nicky Hayden      | Stany Zjednoczone         | Honda     |
| 57     | 2005 | Valentino Rossi   | Włochy                    | Yamaha    |
| 56     | 2004 | Valentino Rossi   | Włochy                    | Yamaha    |
| 55     | 2003 | Valentino Rossi   | Włochy                    | Honda     |
| 54     | 2002 | Valentino Rossi   | Włochy                    | Honda     |
| 53     | 2001 | Valentino Rossi   | Włochy                    | Honda     |
| 52     | 2000 | Kenny Roberts Jr. | Stany Zjednoczone         | Suzuki    |
| 51     | 1999 | Alex Criville     | Hiszpania                 | Honda     |
| 50     | 1998 | Michael Doohan    | Australia                 | Honda     |
| 49     | 1997 | Michael Doohan    | Australia                 | Honda     |
| 48     | 1996 | Michael Doohan    | Australia                 | Honda     |
| 47     | 1995 | Michael Doohan    | Australia                 | Honda     |
| 46     | 1994 | Michael Doohan    | Australia                 | Honda     |
| 45     | 1993 | Kevin Schwantz    | Stany Zjednoczone         | Suzuki    |
| 44     | 1992 | Wayne Rainey      | Stany Zjednoczone         | Yamaha    |
| 43     | 1991 | Wayne Rainey      | Stany Zjednoczone         | Yamaha    |
| 42     | 1990 | Wayne Rainey      | Stany Zjednoczone         | Yamaha    |
| 41     | 1989 | Eddie Lawson      | Stany Zjednoczone         | Yamaha    |
| 40     | 1988 | Eddie Lawson      | Stany Zjednoczone         | Honda     |
| 39     | 1987 | Wayne Gardner     | Australia                 | Honda     |
| 38     | 1986 | Eddie Lawson      | Stany Zjednoczone         | Yamaha    |
| 37     | 1985 | Freddie Spencer   | Stany Zjednoczone         | Honda     |
| 36     | 1984 | Eddie Lawson      | Stany Zjednoczone         | Yamaha    |
| 35     | 1983 | Freddie Spencer   | Stany Zjednoczone         | Honda     |
| 34     | 1982 | Franco Uncini     | Włochy                    | Suzuki    |
| 33     | 1981 | Marco Lucchinelli | Włochy                    | Suzuki    |
| 32     | 1980 | Kenny Roberts     | Stany Zjednoczone         | Yamaha    |
| 31     | 1979 | Kenny Roberts     | Stany Zjednoczone         | Yamaha    |
| 30     | 1978 | Kenny Roberts     | Stany Zjednoczone         | Yamaha    |
| 29     | 1977 | Barry Sheene      | Wielka Brytania           | Suzuki    |
| 28     | 1976 | Barry Sheene      | Wielka Brytania           | Suzuki    |
| 27     | 1975 | Giacomo Agostini  | Włochy                    | Yamaha    |
| 26     | 1974 | Phil Read         | Wielka Brytania           | MV Agusta |
| 25     | 1973 | Phil Read         | Wielka Brytania           | MV Agusta |
| 24     | 1972 | Giacomo Agostini  | Włochy                    | MV Agusta |
| 23     | 1971 | Giacomo Agostini  | Włochy                    | MV Agusta |
| 22     | 1970 | Giacomo Agostini  | Włochy                    | MV Agusta |
| 21     | 1969 | Giacomo Agostini  | Włochy                    | MV Agusta |
| 20     | 1968 | Giacomo Agostini  | Włochy                    | MV Agusta |
| 19     | 1967 | Giacomo Agostini  | Włochy                    | MV Agusta |
| 18     | 1966 | Giacomo Agostini  | Włochy                    | MV Agusta |
| 17     | 1965 | Mike Hailwood     | Wielka Brytania           | MV Agusta |
| 16     | 1964 | Mike Hailwood     | Wielka Brytania           | MV Agusta |
| 15     | 1963 | Mike Hailwood     | Wielka Brytania           | MV Agusta |
| 14     | 1962 | Mike Hailwood     | Wielka Brytania           | MV Agusta |
| 13     | 1961 | Gary Hocking      | Federacja Rodezji i Niasy | MV Agusta |
| 12     | 1960 | John Surtees      | Wielka Brytania           | MV Agusta |
| 11     | 1959 | John Surtees      | Wielka Brytania           | MV Agusta |
| 10     | 1958 | John Surtees      | Wielka Brytania           | MV Agusta |
| 9      | 1957 | Libero Liberati   | Włochy                    | Gilera    |
| 8      | 1956 | John Surtees      | Wielka Brytania           | MV Agusta |
| 7      | 1955 | Geoff Duke        | Wielka Brytania           | Gilera    |
| 6      | 1954 | Geoff Duke        | Wielka Brytania           | Gilera    |
| 5      | 1953 | Geoff Duke        | Wielka Brytania           | Gilera    |
| 4      | 1952 | Umberto Masetti   | Włochy                    | Gilera    |
| 3      | 1951 | Geoff Duke        | Wielka Brytania           | Norton    |
| 2      | 1950 | Umberto Masetti   | Włochy                    | Gilera    |
| 1      | 1949 | Leslie Graham     | Wielka Brytania           | AJS       |

## Najlepsi zawodnicy w historii

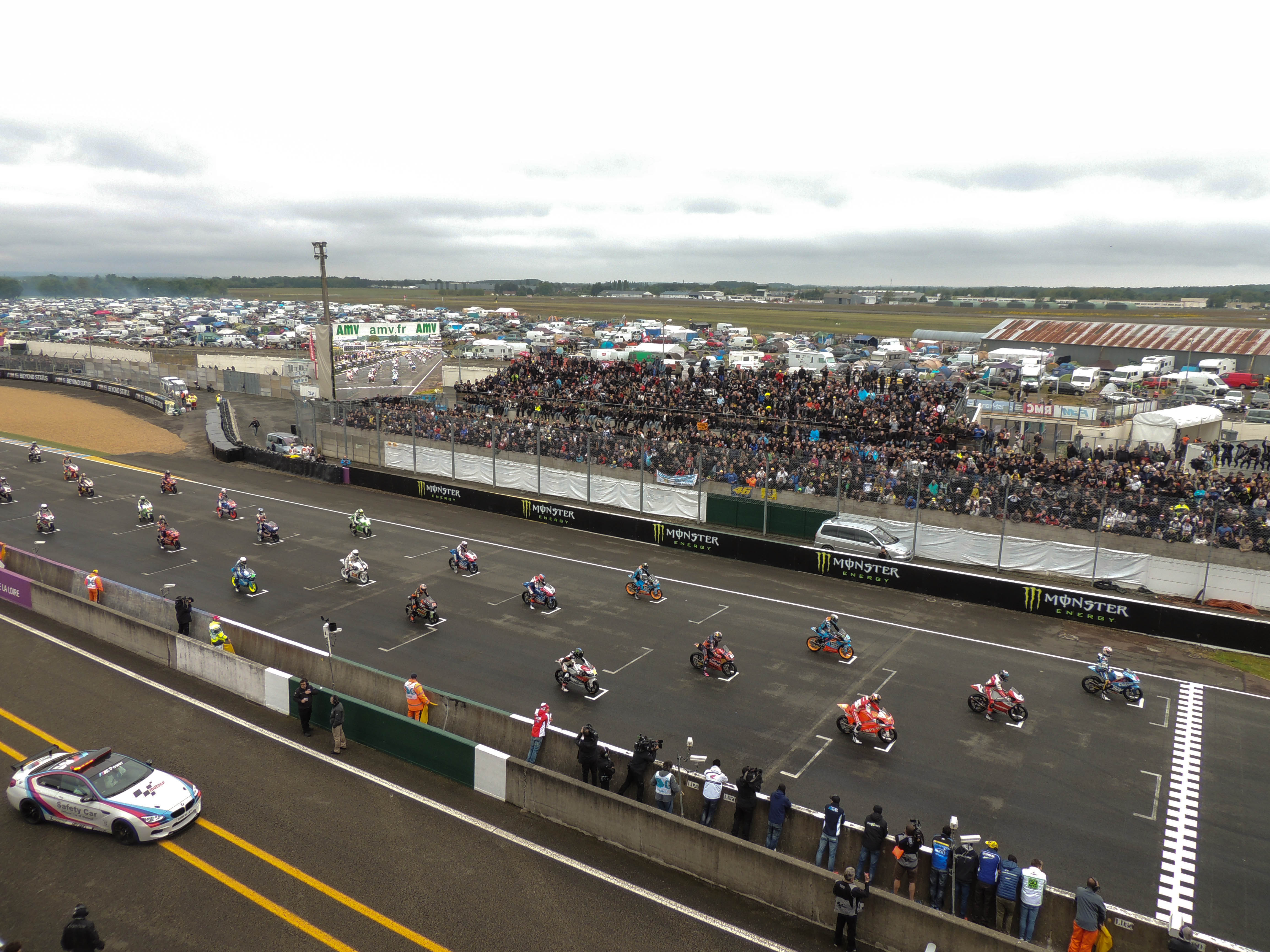
Start do GP Francji 2013 w klasie Moto3

Mistrzowie świata najwyższej klasy to:
- Giacomo Agostini (68 wygranych GP) – 8 tytułów,
- Valentino Rossi (89 zwycięstw) – 7 tytułów MŚ,
- Marc Marquez (67 zw.) – 6 tytułów,
- Michael Doohan (54 zw.) – 5 tytułów,
- Mike Hailwood (37 zw.), Eddie Lawson (31 zw.), John Surtees (22 zw.) i Geoff Duke (22 zw.) – 4 tytuły,
- Kenny Roberts (22 zw), Jorge Lorenzo (47 zw.) i Wayne Rainey (24 zw.) – 3 tytuły,
- Casey Stoner (38 zw.), Freddie Spencer (20 zw.), Barry Sheene (19 zw.), Phil Read (11 zw.), Umberto Masetti (6 zw.) Francesco Bagnaia (32 zw.) – 2 tytuły,
- Nicky Hayden (3 zw.), Kenny Roberts Jr. (8 zw.), Alex Criville (15 zw.), Kevin Schwantz (25 zw.), Wayne Gardner (18 zw.),Jorge Martín (9 zw.), Franco Uncini (5 zw.), Marco Lucchinelli (6 zw.), Gary Hocking (8zw.), Leslie Graham (5 zw.), Libero Liberati (4 zw.), Joan Mir (1 zw.) – po jednym tytule.

W hali sław są też:
- Daijirō Katō (1 mistrzostwo klasy 250 cm³, wygrał w sezonie 2001 11 wyścigów z 16, zginął w 2003 roku na torze Suzuka),
- Marco Simoncelli (1 mistrzostwo klasy 250 cm³, zginął w 2011 roku na torze Sepang),
- Anton Mang (2 mistrzostwa klasy 350 cm³ i 3 klasy 250 cm³),
- Angel Nieto (7-krotny mistrz świata klasy 125 cm³),
- Jim Redman (4 mistrzostwa klasy 350 cm³ i 2 klasy 250 cm³),
- Jarno Saarinen (1 mistrzostwo klasy 250 cm³, pierwszy zawodnik jeżdżący stylem „wysunięte biodro”),
- Carlo Ubbiali (3 mistrzostwa klasy 250 cm³ i 6 klasy 125 cm³).

## System punktacji
Aktualny system punktacji.
| Miejsce | 1  | 2  | 3  | 4  | 5  | 6  | 7 | 8 | 9 | 10 | 11 | 12 | 13 | 14 | 15 | od 16 | NU | DSQ |
| Punkty  | 25 | 20 | 16 | 13 | 11 | 10 | 9 | 8 | 7 | 6  | 5  | 4  | 3  | 2  | 1  | 0     | 0  | 0   |

Wyścig sprinterski:
| Miejsce | 1  | 2 | 3 | 4 | 5 | 6 | 7 | 8 | 9 | od 10 | NU | DSQ |
| Punkty  | 12 | 9 | 7 | 6 | 5 | 4 | 3 | 2 | 1 | 0     | 0  | 0   |

## Tory
Tory na których są obecnie rozgrywane wyścigi zaliczane do MMŚ.

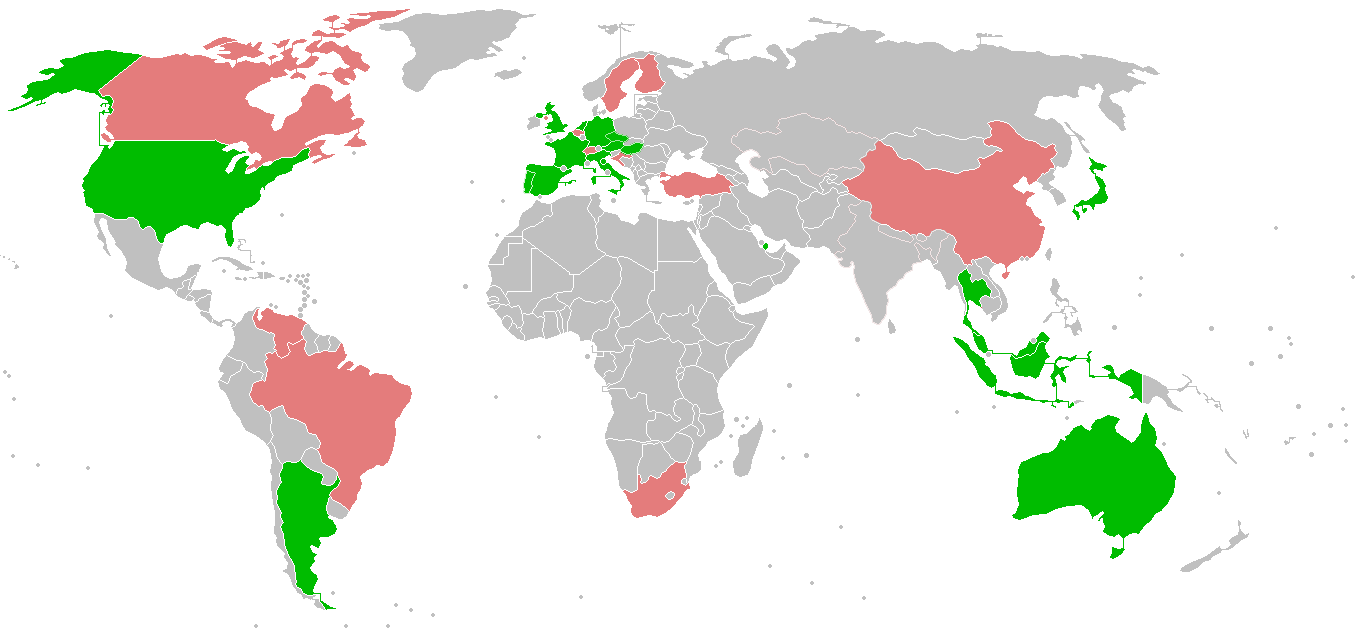
Państwa, w których były (kolor czerwony) lub są (kolor zielony) rozgrywane wyścigi MotoGP

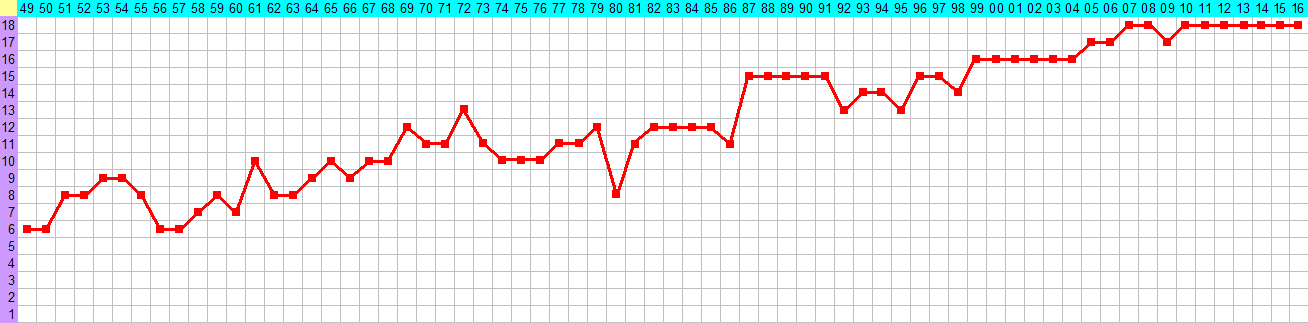
Liczba wyścigów w sezonach MotoGP

- Doha, Losail International Circuit
- Austin, Circuit of the Americas
- Santiago del Estero, Autódromo Termas de Río Hondo
- Jerez de la Frontera, Circuito Permanente de Jerez
- Le Mans, Circuit de la Sarthe
- Mugello, Mugello Circuit
- Barcelona, Circuit de Barcelona-Catalunya
- Assen, TT Circuit Assen
- Spielberg, Red Bull Ring
- Hohenstein-Ernstthal, Sachsenring
- Brno, Masaryk Circuit
- Northamptonshire/Buckinghamshire, Silverstone Circuit
- Misano Adriatico, Misano World Circuit Marco Simoncelli
- Alcañiz, Ciudad del Motor de Aragón
- Buriram, Chang International Circuit
- Kuala Lumpur, Sepang International Circuit
- Phillip Island, Phillip Island Grand Prix Circuit
- Motegi, Twin Ring Motegi
- Walencja, Circuit Ricardo Tormo

Tory na których wyścigi zaliczane do MMŚ były rozgrywane w 10 ostatnich latach (2004–2013), ale nie ma ich teraz w kalendarzu.
- Indianapolis, Indianapolis Motor Speedway – do 2015
- Monterey, Mazda Raceway Laguna Seca – do 2013
- Estoril/Portimão, Autódromo Internacional do Algarve – do 2012
- Leicestershire, Donington Park – do 2009
- Szanghaj, Shanghai International Circuit – do 2008
- Stambuł, Istanbul Park – do 2007
- Welkom, Phakisa Freeway – do 2004
- Rio de Janeiro, Autódromo Internacional Nelson Piquet – do 2004

## Motocykle i technologia

### Dane techniczne
Dane techniczne motocykli w 2025 roku. 

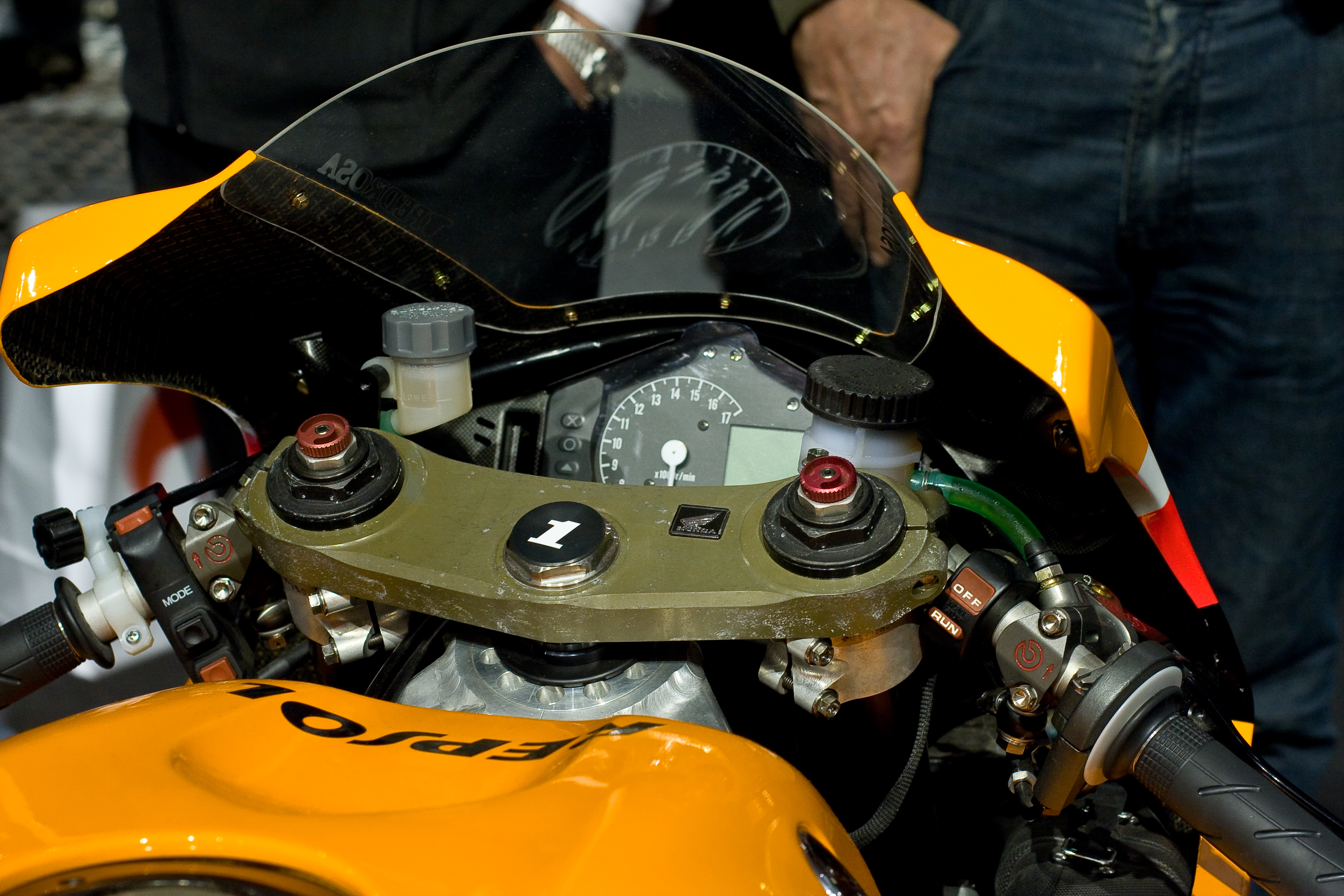
Kokpit w motocyklu Daniego Pedrosy

| Parametr       | MotoGP   | Moto2   | Moto3   |
| -------------- | -------- | ------- | ------- |
| Pojemność      | 1000 cm³ | 600 cm³ | 250 cm³ |
| Moc            | 250 KM   | 140 KM  | 60 KM   |
| Waga minimalna | 157 kg   | 217 kg  | 152 kg  |

### Kombinezony
Kombinezony w MotoGP wykonywane są głównie ze skóry kangura, która jest bardziej odporna, elastyczna i lżejsza od skóry krowiej. Ponadto posiadają ochraniacze w najbardziej narażonych na kontuzje miejscach: plecach, łokciach i kolanach, które ochraniają zawodników podczas wywrotki, nie mogą jednak krępować ruchów i spowalniać refleksu zawodnika.
Na plecach zawodnicy mają na kombinezonie „garby”, które poprawiają bezpieczeństwo, wpływają na lepszą aerodynamikę podczas jazdy i są miejscem na magazynowanie wody. Zawodnicy posiadają również ochraniacze na klatkę piersiową i kręgosłup, które są wykonane z karbonu, kevlaru oraz tytanu. Rękawice i buty zawodników są lekkie i elastyczne, dają motocyklistom odpowiedni zakres ruchów, jednocześnie są także specjalnie wzmocnione w miejscach szczególnie podatnych na urazy.
Na łokcie, ramiona i kolana zawodnicy zakładają slidery. Są one wykonane ze specjalnych, termoplastycznych materiałów i pomagają zawodnikom w lepszym wyczuciu sytuacji podczas jazdy w zakrętach (gdzie kąty nachylenia zawodnika do podłoża dochodzą do 64 stopni).

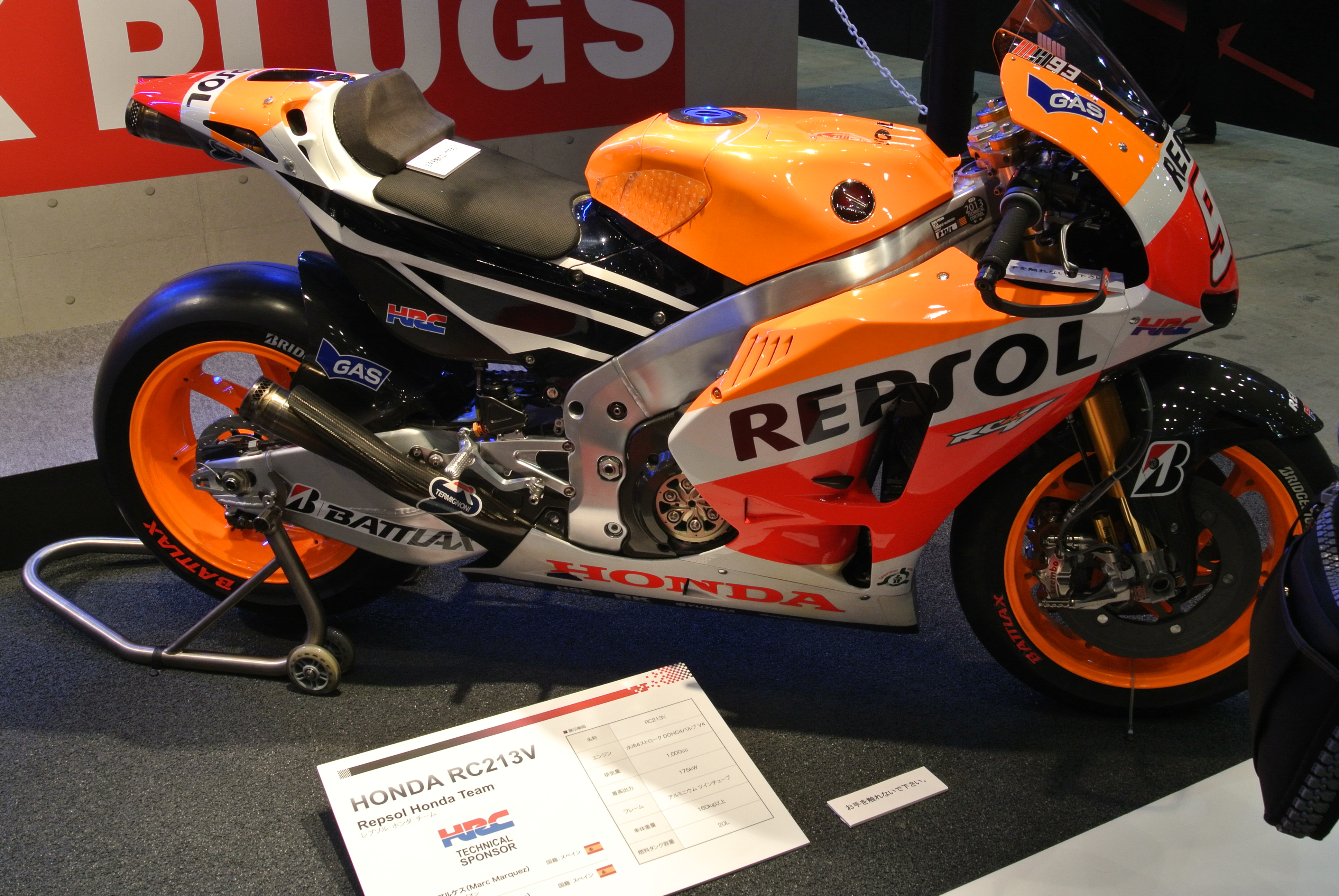
Honda RC213V

Stworzono również specjalne poduszki powietrzne, które uruchamiają się w momencie wywrotki i chronią kark oraz barki kierowcy. Chwilę później powietrze schodzi, co jest niezwykle istotne w momencie, gdy wywrotka była niegroźna i zawodnik może kontynuować jazdę. Wówczas poduszka powietrzna nie krępuje mu ruchów, ale co ważniejsze – w przypadku kolejnej wywrotki – system zadziała raz jeszcze.
Ponadto zawodnicy podczas opadów deszczu zakładają na kombinezon specjalne plastikowe ubrania. Dzięki temu kombinezon nie wchłania wody, a co za tym idzie – nie nabiera na masie, co dodatkowo mogłoby wpływać negatywnie na osiągi. Łączna waga kombinezonu z ochraniaczami wynosi od 3 do 3,5 kg.

### Kaski
Kaski wyścigowe nie są znacznie inne od tych dostępnych do użytku na normalnych drogach. Różnią się jedynie detalami, zwłaszcza jeśli chodzi o komfort, kształt i rozmiar. Część zewnętrzna jest zbudowana z włókna węglowego, karbonu, kevlaru i poliuretanu. Wewnętrzna część musi być natomiast dobrze przymocowana do zewnętrznej powłoki, a przy okazji ma chronić czaszkę i zapewniać komfort zawodnikowi. Wyściółka musi również dobrze pasować do twarzy, a zwłaszcza takich jej części jak skronie, nos, czoło czy szczęka. Ważna jest również akustyka: zawodnik musi słyszeć jak pracuje motocykl oraz rywali, jadących za nim lub przed nim. Z przodu kasku znajduje się wizjer, który jest zbudowany z plastiku. Chroni on zawodnika przed owadami, kroplami deszczu czy drobinkami opon.
Poza ochroną życia kask jest też kluczowym elementem do wyrażenia osobowości zawodników, którzy umieszczają na nich np. symbole, maskotki. Dzięki temu ułatwiona jest identyfikacja zawodników na torze.

## Sesje podczas weekendu wyścigowego
Aktualna lista sesji, które są rozgrywane podczas weekendu MotoGP. W tabeli podany jest też czas trwania danego wydarzenia.
| Klasa        | MotoGP               | Moto2     | Moto3     |
| ------------ | -------------------- | --------- | --------- |
| Trening 1    | 45 min               | 45 min    | 40 min    |
| Trening 2    | 45 min               | 45 min    | 40 min    |
| Trening 3    | 45 min               | 45 min    | 40 min    |
| Trening 4    | 30 min               | brak      | brak      |
| Kwalifikacje | Q1-15 min, Q2-15 min | 45 min    | 40 min    |
| Rozgrzewka   | 20 min               | 20 min    | 20 min    |
| Wyścig       | 40-45 min            | 40-45 min | 40-45 min |

## Flagi

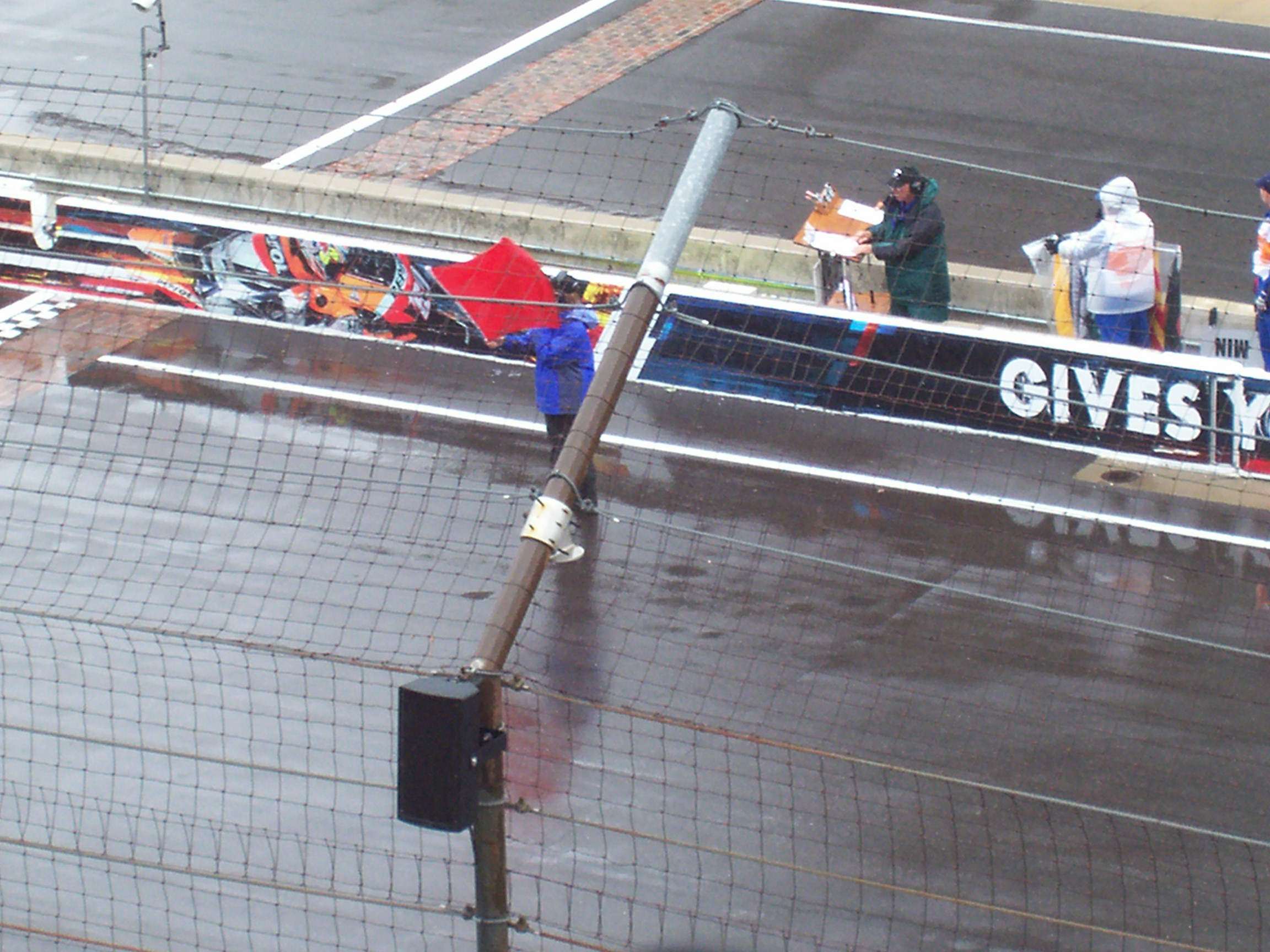
Czerwona flaga podczas GP Indianapolis 2008

Lista flag stosowanych w MotoGP. 
|  | Dyskwalifikacja. Pokazywana jest razem z tabliczką z numerem zawodnika. |
|  | Problemy techniczne z motocyklem.                                       |
|  | Zezwolenie na zmianę motocyklu w boksie.                                |
|  | Mokry tor.                                                              |
|  | Informacja dla zawodnika, że będzie dublowany.                          |
|  | Koniec wyścigu                                                          |
|  | Sygnalizacja niebezpiecznej sytuacji.                                   |
|  | Przerwanie wyścigu.                                                     |
|  | Brak niebezpieczeństw na torze.                                         |

## Kobiety startujące w motocyklowych mistrzostwach świata
- Beryl Swain (1 start w klasie 50 cm³, 1962)
- Gina Bovaird (1 start w klasie 500 cm³, 1982)
- Taru Rinne (17 startów w klasie 125 cm³, 1987–1991)
- Tomoko Igata (25 startów w klasie 125 cm³, 1992–1995)
- Katja Poensgen (24 starty w klasie 250 cm³, 2001–2003)
- Elena Rosell (19 startów w klasie Moto2, 2011–2012)
- Ana Carrasco (46 startów w klasie Moto3, 2013–2015, 35 startow w klasie Moto3 w sezonie 2022 - 2023)
- María Herrera (54 starty w klasie Moto3, 2013–2017,2022)

## Inne informacje
Informacje przekazywane są kierowcom przez zespoły poprzez wystawianie tablic na prostej startowej, a od Grand Prix Niemiec 2017 informacje od zespołu mogą być pokazywane także na desce rozdzielczej motocykla.
W jednej linii startowej wyścig rozpoczyna trzech zawodników.